# Dave Van Ronk
Dave Van Ronk (30 de junio de 1936 - 10 de febrero de 2002) fue un cantante estadounidense de música folk. Nacido en el condado de Brooklyn, en Nueva York, se estableció en el barrio Greenwich Village, de la misma ciudad, donde fue apodado como «Mayor of MacDougal Street» ('El alcalde de la calle MacDougal').
Fue una importante figura del renacimiento del folk acústico de los años 1960. Su trabajo abarcaba desde las antiguas baladas inglesas hasta los versos de Bertolt Brecht, pasando por el blues, el góspel, el rock, el jazz de Nueva Orleans y el swing. También fue conocido por usar su guitarra para interpretar música ragtime, especialmente las transcripciones que hizo de St. Louis Tickle y Maple Leaf Rag de Scott Joplin.
Van Ronk fue reconocido como el tío amigable de Greenwich Village, presidiendo la cultura del folk de cafetería y siendo amigo de diversos artistas, inspirándolos, ayudándolos y promoviéndolos. Entre estos se encuentran Bob Dylan, Tom Paxton, Patrick Sky, Phil Ochs, Ramblin' Jack Elliott y Joni Mitchell.
En diciembre de 1997, Van Ronnk recibió el premio Lifetime Achievement Award de parte de la American Society of Composers, Authors and Publishers. Su muerte llegó cinco años después, el 10 de febrero de 2002, cuando sufrió una falla cardiopulmonar durante un tratamiento posoperatorio por un cáncer de colon en un hospital de Nueva York.

## Biografía
Van Ronk nació en Brooklyn, en una familia irlandesa de apellido holandés. Se mudó de Brooklyn a Queens en 1951 y asistió al Holy Child Jesus Catholic School, cuyos estudiantes eran mayormente descendientes de irlandeses. Participó de un cuarteto vocal desde 1949, pero los abandonó antes de terminar sus estudios secundarios, y paso los próximos años vagando por los barrios bajos de Manhattan y embarcándose en dos oportunidades en la Marina Mercante.

## Carrera
Sus primeras presentaciones profesionales fueron con bandas tradicionales de jazz en Nueva York, sobre las que luego diría: «Queríamos tocar jazz tradicional en la peor de las formas... ¡y lo hicimos!». Sin embargo, el revival del jazz no prendió y Van Ronk se volcó al blues que disfrutaba hacía tiempo de artistas como Furry Lewis y Mississippi John Hurt.